# Forêts pluviales d'altitude de Sulawesi
Localisation
Les Forêts pluviales d'altitude de Sulawesi forment une écorégion définie par le fonds mondial pour la Nature (WWF). Elle couvre une part importante de l'île de Sulawesi en Indonésie. Elle appartient à l'écozone australasienne et au biome des forêts décidues humides tropicales et subtropicales.